# C/1936 K1 Peltier
C/1936 K1 Peltier è una cometa non periodica a lungo periodo in quanto il suo periodo di rivoluzione è di circa 1.550 anni. La cometa è stata scoperta il 15 maggio 1936 dall'astrofilo statunitense Leslie Copus Peltier. La cometa ha raggiunto la 3,0a divenendo visibile ad occhio nudo, mostrando una chioma di 20' di diametro.